# Smolanka (gmina)
Smolanka, Lanckorona – dawna gmina wiejska istniejąca w latach 1945–1946 w okręgu mazurskim (IV) (dzisiejsze woj. warmińsko-mazurskie). Siedzibą władz gminy była Smolanka (1945 jako Lanckorona).

## Niemcy
Gmina zbiorowa Smolanka (Amtsbezirk Landskron) powstała 11 czerwca 1874 w Prusach Wschodnich w powiecie frydlandzko-bartoszyckim. W jej skład weszły gminy jednostkowe Landskron i Thorms (Turcz) oraz obszar dworski Roschehnen (Rusajny).
- 30 września 1928 od  Amtsbezirk Landskron odłączono obszar dworski Roschehnen, włączając go do nowo utworzonej gminy jednostkowej  Söllen (Szylina) w Amtsbezirk Liesken. Równocześnie do Amtsbezirk Landskron włączono gminę jednostkową Langhaken z Amtsbezirk Stolzenfeld.
- 1 kwietnia 1939 od Amtsbezirk Landskron odłączono gminę jednostkową Thorms, włączając ją do gminy jednostkowej Roskeim (Roskajmy) w Amtsbezirk Liesken.

I tak 1 stycznia 1945 Amtsbezirk Landskron się już tylko z dwóch gmin jednostkowych (Landskron i Langhaken).

## Polska
Gmina Smolanka (początkowo jako Lanckorona od niemieckiej nazwy Landskron) powstała po II wojnie światowej, 25 lipca 1945 roku, na terenie tzw. Ziem Odzyskanych, jako jedna z siedmiu gmin powiatu bartoszyckiego. W jej skład weszły obszary dawnych niemieckich Amtsbezirków Landskron (Smolanka), Langendorf (Długa) i Romsdorf (Romankowo) na północ od miasta Schippenbeil (Sępopola), czyli gromady: Boryty, Długa, Masuny, Romankowo, Smolanka i Stopki.
Po ustaleniu granicy polsko-radzieckiej obszary gmin Ostre Bardo i Szczurkowo znalazły się częściowo po stronie radzieckiej, przez co części ich obszarów, które pozostały w Polsce włączono do gminy Smolanka (gromada Ostre Bardo z gminy Ostre Bardo oraz gromady Szczurkowo i Wodukajmy z gminy Szczurkowo). Zarządzeniem polustracyjnym z 12 lutego 1946 do gminy Smolanka przyłączono gromady Domarady, Roskajmy i Rusajny ze zniesionej gminy Liski oraz zniesione miasto Szepepel (Sępopol), po czym wojewoda Zygmunt Robel nakazał likwidacji gminy Smolanka, którą przekształcono w gminę Sępopol z siedzibą w Sępopolu.